# Альняш (Куединский район)
Альняш  — деревня в Куединском районе Пермского края. Входит в состав Шагиртского сельского поселения.

## Географическое положение
Расположена на реке Альняшка, примерно в 33 км к западу от Куеды.

## История
Поселение известно с 1800 года.

## Население
| 2010 |
| ---- |
| 112  |